# Aspiolucius
Aspiolucius is een geslacht van straalvinnige vissen uit de familie van eigenlijke karpers (Cyprinidae).